# Lauren Southern
Lauren Cherie Southern (Surrey, 16 de junho de 1995) é uma ativista política, vlogueira e jornalista canadense associada à direita alternativa e ao libertarismo. Em 2015, foi candidata nas Eleições Federais do Canadá. Escreveu artigos para diversos sites e jornais, como The Rebel Media, Spiked, International Business Times e The Libertarian Republic. Atualmente, ela continua a trabalhar de forma independente e possui um canal no YouTube.
Em 2017, Southern apoiou o grupo de nacionalismo branco Defend Europe, se opondo à ação de ONGs envolvidas em operações de busca e salvamento no Mar Mediterrâneo. Ela chegou a ser presa pela Guarda Costeira Italiana por tentar impedir um navio de embarcar numa missão de busca e salvamento. Em março de 2018, Southern foi presa mais uma vez por tentar entrar no Reino Unido e foi oficialmente proibida de entrar no país. Um porta-voz do Ministério do Interior britânico disse que "sua presença no Reino Unido não é conducente ao bem público".

## Educação e vida pessoal
Southern nasceu na cidade de Surrey, na Colúmbia Britânica. Ela estudou ciências políticas na Universidade do Fraser Valley, porém só completou dois anos do curso e não se formou.

## Carreira política
Em 2015, ela foi candidata nas Eleições Federais do Canadá, representando o Partido Libertário no distrito eleitoral de Langley-Aldergrove da Colúmbia Britânica.  Por um breve período, o partido cancelou sua candidatura, mas depois a restaurou pois havia apoio do Breitbart News e do The Rebel Media. A eleição foi vencida pelo candidato Mark Warawa do Partido Conservador. Southern foi a última colocada, com 535 votos ou 0,9% do total.

## Ativismo
Em junho de 2015, enquanto fazia uma reportagem para o The Rebel Media sobre a Marcha das Vadias em Vancouver, seu cameraman foi empurrado e seu cartaz dizendo "Não há cultura do estupro no Ocidente" foi rasgado.
Em março de 2016, um manifestante em Vancouver derramou um recipiente com urina na cabeça de Southern enquanto ela conversava com manifestantes LGBTQ e afirmava que "há apenas dois gêneros".
Southern foi temporariamente suspensa no Facebook, aparentemente, por criticar a prática do site de bloquear conservadores. No entanto, ela mais tarde recebeu um e-mail de desculpas da equipe do Facebook dizendo que a suspensão foi um "erro".
Em outubro de 2016, Southern mudou seu gênero legalmente para masculino para demonstrar, em um vídeo do The Rebel Media, como uma mudança nas leis de Ontário a respeito de identidade de gênero facilitava tal ação.
Em 2016, Southern escreveu e autopublicou o livro Barbarians: How Baby Boomers, Immigrants, and Islam Screwed My Generation (em tradução livre: "Bárbaros: Como Baby Boomers, Imigrantes e o Islã Arruinaram Minha Geração").
Em janeiro de 2017, Southern postou rumores incorretos, originados no 4chan, de que o atentado à mesquita de Quebec teria sido realizado por refugiados sírios; ela mais tarde apagou os tweets. Em março de 2017, Southern anunciou que ela iria sair do The Rebel Media e se tornar uma jornalista independente. No mesmo mês, ela ganhou acesso a reuniões de imprensa na Casa Branca.
Em abril de 2017, Southern estava entre os palestrantes que falariam numa manifestação em Berkeley. A manifestação acabou causando um conflito entre apoiadores e opositores de Trump.

### Oposição às ONGs de busca e salvamento
Em maio de 2017, Southern participou de uma tentativa, organizada pelo grupo nacionalista branco Les Identitaires, de barrar a passagem do navio Aquarius (propriedade das ONGs SOS Mediterranée e Médicos sem Fronteiras), que estava desembarcando da Sicília para uma missão de busca e salvamento de migrantes naufragados do norte da África. Southern afirmou que o objetivo dos ativistas era "impedir um navio vazio de ir à Líbia e se encher de migrantes ilegais" e foi brevemente detida pela Guarda Costeira Italiana. Navios como aquele costumam resgatar migrantes e refugiados, que desembarcam na costa líbia com jangadas improvisadas, e levá-los à Sicília. Quanto às suas ações, Southern afirmou que "se os políticos não pararem os navios, nós o faremos".
Southern apoiou ações similares de outro grupo de nacionalistas brancos, o Defend Europe, que alugou um navio para rastrear e parar o que consideravam como "conluio entre ONGs e traficantes de pessoas". O grupo foi acusado de tentar obstruir o resgate de migrantes e refugiados em perigo no mar. Em julho de 2017, Southern revelou que o Patreon havia apagado sua conta por ela tentar "arrecadar fundos para participar de atividades que podem levar à perda de vidas". Southern negou essas alegações, afirmando que, ao invés disso, as ações do Defend Europe salvariam vidas e que não destinou seus fundos ao grupo.

### Entrada no Reino Unido
Em fevereiro de 2018, Southern, junto a Brittany Pettibone e Caolan Robertson, distribuiu panfletos que diziam "Alá é um deus gay" pela cidade inglesa de Luton.
Em março de 2018, Southern, Pettibone e o namorado de Pettibone, Martin Sellner, foram todos barrados de entrar no Reino Unido sob a Prerrogativa 7 do Ato de Terrorismo 2000. Um representante do Ministério do Interior afirmou que "O Controle da Fronteira tem o poder de rejeitar a entrada de um indivíduo se a sua presença no Reino Unido não é considerada conducente ao bem público".

### Tentativa de viagem para a Nova Zelândia
Em 2018, Southern e Stefan Molyneux, outro vlogueiro e ativista político canadense, que haviam planejado palestrar em Auckland no início de agosto, tiveram sua visita cancelada após o prefeito de Auckland, Phil Goff, anunciar que o Conselho de Auckland não permitiria o uso dos locais da cidade para "fomentar tensões éticas ou religiosas". Southern negou as afirmações de que suas visões eram "discurso de ódio" e disse que a Nova Zelândia havia sido infectada pelo "vírus do progressismo".
Winston Peters, vice-primeiro-ministro da Nova Zelândia e Ministro das Relações Exteriores e Simon Brigdes, líder do Partido Nacional, apoiariam o direito de Southern de palestrar, enquanto a co-líder do Partido Verde, Marama Davidson, foi a favor da proibição. Craig Tuck, advogado de Direitos Humanos, criticou a decisão do prefeito Goff, considerando-a "violação da liberdade de expressão", enquanto o grupo ativista Auckland Peace Action e a Federação de Associações Islâmicas da Nova Zelândia foram a favor da decisão. O grupo Liga da Liberdade de Expressão solicitou uma revisão judicial do cancelamento e arrecadou 50 mil dólares neozelandeses em menos de 24 horas. Os seguintes neozelandeses apoiaram o grupo:
- Michael Bassett, ministro de gabinete do Partido do Trabalho;
- Don Bash, ex-líder da ACT Nova Zelândia;
- Ashley Church, presidente do Property Institute;
- Paul Moon, historiador da Universidade de Tecnologia de Auckland;
- Lindsay Perrigo, locutora;
- Chris Trotter, comentarista político e
- Jordan Williams, diretor do Sindicato dos Contribuintes da Nova Zelândia.

### Viagem pela Austrália em 2018
Uma viagem planejada para a Austrália em julho de 2018 foi quase cancelada após seu visto ter sido rejeitado. No entanto, o governo australiano mais tarde confirmou que o visto de Southern foi aprovado e que ela poderia entrar no país. Ao chegar no aeroporto australiano, ela foi vista com uma camiseta com a frase "It's OK to be white" ("Tudo bem ser branco").

## Visões
Southern foi descrita por comentaristas do mundo inteiro como pertencente à direita política, particularmente à direita alternativa e extrema direita.
Southern é contra países europeus aceitarem refugiados e outros imigrantes da África e da Ásia. Ela promove a teoria de Renaud Camus de que a imigração levará ao "genocídio branco". A organização Southern Poverty Law Center (SPLC) descreveu os vídeos de Southern como antifeministas, xenofóbicos, islamofóbicos e quase nacionalistas brancos.
Em janeiro de 2018, Southern produzia um documentário chamado Farmlands ("Fazendas"), que investiga a violência sofrida por agricultores sul-africanos após o Apartheid. A frase de efeito no trailer do documentário dizia "Crise. Opressão. Genocídio?" e refletia uma campanha contra uma suposta violência racista contra fazendeiros brancos.